# Papa Poydenot
Le Papa Poydenot est un canot de sauvetage en teck, à voile et à avirons. Insubmersible, il est autoredressable et à autovidange spontanée. 
Il appartient à l’Association Papa Poydenot qui s’est fixé pour but principal d’être le conservatoire de la mémoire des équipages des canots de sauvetage à avirons et à voile. Il est maintenant visible à la pointe de Penmarc'h, à Saint-Pierre, près du phare d'Eckmühl.
Le Papa Poydenot fait l'objet d'un classement au titre des monuments historiques depuis le 6 novembre 1992.

## Histoire
Le premier canot de sauvetage portant ce nom a été construit en 1900, par les chantiers Jacques-Augustin Normand du Havre. Il fut financé par un don de Madame Poydenot. Il porte le nom de son mari Papa Poydenot qui fut à l'origine du financement du canot Maman Poydenot affecté en 1889 à Saint-Guénolé Penmarc'h.
Il fut présenté à l'Exposition Universelle de Paris.
Il a été remis par la Société centrale de sauvetage des naufragés (SCSN) à la création de la troisième station de sauvetage de la commune de Penmarc'h en 1901, celle de Saint-Pierre, entre celle de Saint-Guénolé et celle de Kérity.
Le Papa Poydenot, ainsi que tous les canots de la même série réalisés après 1878 aux chantiers Normand, possède les mêmes qualités de sécurité pour les équipages. La quille en chêne est renforcée par des bandes de fonte (près de 300 kg). Cela permet l'abaissement du centre de gravité en améliorant sa stabilité. Ce lest de 300 kg permet aussi le redressement spontané du canot après son chavirage.
La coque est formée de deux couches de bois de teck croisées à 45°. Les couches sont séparées par une toile imprégnée de glu marine. Ce sont vingt-huit caisses à air qui le rendent insubmersible et son redressement est spontané. Il possède des puits à soupape, par lesquels l'eau embarquée retourne systématiquement à la mer.
Les dix canotiers assis sur les cinq bancs disposent de quinze avirons en frêne, dont trois de rechange. 
La voilure de plus de 16 m2 se compose de trois voiles : un foc, une misaine, une grand voile.
Son équipage est formé de douze hommes, dont les dix canotiers. L'ensemble chariot-canot peut être tiré par des chevaux.
Après de nombreux sauvetages, le canot sera remplacé en juin 1913 par le Léon Dufour. À cette date, le Papa Poydenot est affecté à la station de sauvetage en mer d'Étel dans le Morbihan jusqu'en 1939.

## Le nouveauPapa Poydenot
En 1990 l'association du Centre de découverte maritime du pays Bigouden, sur information du Docteur Pillet, retrouve un canot du même type à Port-Haliguen qui fut désarmé en 1956 et utilisé par le Centre nautique des Glénans dans sa flottille des Choses. L'association se porte acquéreur de ce canot, le rebaptise Papa Poydenot et entreprend la rénovation. Celle-ci est confiée aux Chantiers Pichavant à Pont-l'Abbé. 
La construction du chariot à l'identique fut réalisée par le Chantier Naval de Saint-Guénolé. Après deux années de travail le nouveau Papa Poydenot, entièrement restauré, est en état de naviguer. 
Il est lancé au port de Saint-Pierre le 30 mai 1992. En juillet, il participe au rassemblement des vieux gréements de Brest et il est primé au concours des « Bateaux des Côtes de France ».
Classé monument historique, le 6 novembre 1992, il est cependant titulaire d'un titre de navigation, ce qui lui permet de participer aux fêtes maritimes locales. Il est visible toute l'année, sous son abri au pied du phare d'Eckmühl, dans la rue des Naufragés du 23-Mai-1925, quartier Saint-Pierre (Penmarc'h), sous la surveillance des bénévoles de l'Association Papa Poydenot.